# Qualificazioni al campionato mondiale di calcio 1966 - CAF e AFC
Sono elencate di seguito le date e i risultati della zona africana (CAF) e asiatica (AFC) per le qualificazioni al mondiale del 1966.

## Formula
Ci furono 2 fasi:
- Prima Fase CAF:
  - Primo Turno: Le 15 squadre furono divise in 6 gruppi da 2 o 3 squadre con partite di andata e ritorno. Le vincitrici avanzarono al Secondo Turno.
  - Secondo Turno: Le 6 squadre furono divise in 3 gruppi da 2 squadre con partite di andata e ritorno. I vincitori avanzarono alla Seconda Fase.
- Prima Fase AFC: Le 4 squadre si affrontarono in un girone all'italiana con partite di andata e ritorno in campo neutro, originariamente programmato in Giappone, poi fu spostato in Cambogia. La vincitrice avanzò alla Seconda Fase.
- Seconda Fase CAF e AFC: Le 4 squadre si sfidarono in un girone all'italiana con partite di andata e ritorno. La vincitrice si qualificò alla fase finale.

La FIFA respinse le partecipazioni di Congo e Filippine. Le 15 squadre africane rimanenti, a quel punto, avrebbero dovuto contendersi in due turni i tre posti per un girone finale, la cui vincente avrebbe dovuto affrontare la vincente del girone finale Asia-Oceania, le cui squadre si contesero un posto per il successivo spareggio con la vincente delle qualificazioni africane, giocando un torneo in campo neutro in Cambogia. La squadra vincitrice dello spareggio tra le vincitrici dei due gironi si sarebbe qualificata per la fase finale.
Dopo le precedenti due edizioni (1958 e 1962), che non videro alcuna squadra africana e asiatica tra le qualificate, la FIFA decise di dare un solo posto alle nazioni di ben tre continenti: Africa, Asia ed Oceania. Tuttavia le squadre africane pretesero due posti e chiesero, quindi, che fossero entrambe le vincenti dei gironi finali, quello africano e quello Asia-Oceania, a qualificarsi; una volta ricevuto un rifiuto dalla FIFA, che, citando problemi logistici e competitivi problemi, ha confermato la formula scelta, si ritirarono in blocco per protesta tra agosto e ottobre 1964.

## Prima Fase CAF

### Primo Turno

#### Gruppo 1
| Pos | Squadra | Pti      | G        | V        | N        | P        | GF       | GS       |
| --- | ------- | -------- | -------- | -------- | -------- | -------- | -------- | -------- |
| -   | Ghana   | ritirata | ritirata | ritirata | ritirata | ritirata | ritirata | ritirata |
| -   | Guinea  | ritirata | ritirata | ritirata | ritirata | ritirata | ritirata | ritirata |

Ghana e Guinea ritirate per protesta contro l'assegnazione dei posti.

#### Gruppo 2
| Pos | Squadra | Pti      | G        | V        | N        | P        | GF       | GS       |
| --- | ------- | -------- | -------- | -------- | -------- | -------- | -------- | -------- |
| -   | Camerun | ritirata | ritirata | ritirata | ritirata | ritirata | ritirata | ritirata |
| -   | Sudan   | ritirata | ritirata | ritirata | ritirata | ritirata | ritirata | ritirata |

Camerun e Sudan ritirate per protesta contro l'assegnazione dei posti.

#### Gruppo 3
| Pos | Squadra | Pti      | G        | V        | N        | P        | GF       | GS       |
| --- | ------- | -------- | -------- | -------- | -------- | -------- | -------- | -------- |
| -   | Algeria | ritirata | ritirata | ritirata | ritirata | ritirata | ritirata | ritirata |
| -   | Liberia | ritirata | ritirata | ritirata | ritirata | ritirata | ritirata | ritirata |
| -   | Tunisia | ritirata | ritirata | ritirata | ritirata | ritirata | ritirata | ritirata |

Algeria, Liberia e Tunisia ritirate per protesta contro l'assegnazione dei posti.

#### Gruppo 4
| Pos | Squadra | Pti      | G        | V        | N        | P        | GF       | GS       |
| --- | ------- | -------- | -------- | -------- | -------- | -------- | -------- | -------- |
| -   | Mali    | ritirata | ritirata | ritirata | ritirata | ritirata | ritirata | ritirata |
| -   | Marocco | ritirata | ritirata | ritirata | ritirata | ritirata | ritirata | ritirata |
| -   | Senegal | ritirata | ritirata | ritirata | ritirata | ritirata | ritirata | ritirata |

Mali, Marocco e Senegal ritirate per protesta contro l'assegnazione dei posti.

#### Gruppo 5
| Pos | Squadra | Pti      | G        | V        | N        | P        | GF       | GS       |
| --- | ------- | -------- | -------- | -------- | -------- | -------- | -------- | -------- |
| -   | Etiopia | ritirata | ritirata | ritirata | ritirata | ritirata | ritirata | ritirata |
| -   | Gabon   | ritirata | ritirata | ritirata | ritirata | ritirata | ritirata | ritirata |

Etiopia e Gabon ritirate per protesta contro l'assegnazione dei posti.

#### Gruppo 6
| Pos | Squadra          | Pti      | G        | V        | N        | P        | GF       | GS       |
| --- | ---------------- | -------- | -------- | -------- | -------- | -------- | -------- | -------- |
| -   | Libia            | ritirata | ritirata | ritirata | ritirata | ritirata | ritirata | ritirata |
| -   | Nigeria          | ritirata | ritirata | ritirata | ritirata | ritirata | ritirata | ritirata |
| -   | Rep. Araba Unita | ritirata | ritirata | ritirata | ritirata | ritirata | ritirata | ritirata |

Libia, Nigeria e Rep. Araba Unita ritirate per protesta contro l'assegnazione dei posti.

### Secondo Turno
Gli accoppiamenti del secondo turno erano programmati come segue: la vincitrice del Gruppo 1 contro la vincitrice del Gruppo 5, la vincitrice del Gruppo 2 contro la vincitrice del Gruppo 4 e la vincitrice del Gruppo 3 contro la vincitrice del Gruppo 6. Queste avrebbero giocato partite di andata e ritorno in casa e in trasferta, con le vincitrici che sarebbero avanzavate alla fase finale. A seguito del ritiro di tutte le squadre africane non venne giocata alcuna partita.

## Prima Fase AFC
In origine il torneo era programmato in Giappone.
Il Sudafrica fu dapprima iscritto nel girone Asia-Oceania, poi fu sospeso dalla FIFA a causa dell'apartheid e infine fu squalificato dalla FIFA nel settembre 1965.
La Corea del Nord non aveva relazioni diplomatiche con la maggior parte dei paesi e all'epoca non aveva una sede standard FIFA, mentre, in base alle leggi australiane sull'immigrazione allora in vigore, era improbabile che la squadra nordcoreana ricevesse i visti per entrare nel paese. Pertanto trovare una sede per le partite si è rivelato difficile fino a quando il capo di stato Norodom Sihanouk, alleato di Kim Il-sung, ha permesso che le partite si svolgessero a Phnom Penh.
La Corea del Sud fu costretta a ritirarsi il 2 novembre 1965 a causa di difficoltà logistiche dopo che il torneo fu spostato dal Giappone alla Cambogia, lasciando solo l'Australia e la Corea del Nord a contendersi il posto.
| Data             | Luogo      | Squadra 1      | Risultato | Squadra 2 |
| ---------------- | ---------- | -------------- | --------- | --------- |
| 21 novembre 1965 | Phnom Penh | Corea del Nord | 6 - 1     | Australia |
| 24 novembre 1965 | Phnom Penh | Corea del Nord | 3 - 1     | Australia |

| Pos | Squadra        | Pti          | G            | V            | N            | P            | GF           | GS           | DR           |
| --- | -------------- | ------------ | ------------ | ------------ | ------------ | ------------ | ------------ | ------------ | ------------ |
| 1   | Corea del Nord | 4            | 2            | 2            | 0            | 0            | 9            | 2            | +7           |
| 2   | Australia      | 0            | 2            | 0            | 0            | 2            | 2            | 9            | -7           |
| -   | Corea del Sud  | ritirata     | ritirata     | ritirata     | ritirata     | ritirata     | ritirata     | ritirata     | ritirata     |
| -   | Sudafrica      | squalificata | squalificata | squalificata | squalificata | squalificata | squalificata | squalificata | squalificata |

 Corea del Nord qualificata alla Seconda Fase.

## Seconda Fase CAF e AFC
Corea del Nord qualificata a seguito del ritiro di tutte le squadre africane.